# Taosa inexacta
Taosa inexacta är en insektsart som först beskrevs av Walker 1858.  Taosa inexacta ingår i släktet Taosa och familjen Dictyopharidae. Inga underarter finns listade i Catalogue of Life.